# Ermida (Castro Daire)
Ermida is een plaats (freguesia) in de Portugese gemeente Castro Daire en telt 297 inwoners (2001).